# Кадук
Кадук (біл. Кадук; від лат. caducus — епілепсія; також — синонім чорта чи диявола) — персонаж білоруської міфології, найстаріший з лісових духів та демонів що живе в глибині самого темного лісу в в'язкому болоті. Йому підкоряються всі дрібні лісові демони, які постійно викрадають бідолах і тягнуть на розправу в його болото, а сам Кадук дуже рідко покидає своє болото. Будь-яку людину, якій не пощастить попасти в болото Кадука — буде чекати неминуча загибель. 

## Опис
Кадук це лісовий дух, що живе в глибині самого темного лісу в в'язкому болоті. Найчастіше постає у вигляді ні людини й не звіра, він неймовірно високого зросту, з величезною кудлатою головою, з довгими, жахливими білими блискучими зубами, палаючим криваво-червоним язиком і широким горлом аж до самих баранячих вух. його паща настільки глибока, що він готовий проковтнути свою жертву цілою — з кістками та потрохами Кадук неймовірно жорстока істота, яка харчується живими маленькими дітьми і навіть немовлятами, що носять йому його підлеглі демони, яких перед цим викрадають у лісах та селищах. Як тільки вони когось викрадуть — відразу тягнуть бідолах на розправу в болото Кадука, а він сам дуже рідко покидає місце свого існування, вважаючи за краще роздумувати, як ще нашкодити людям. Сам він може вирушити до людей тільки в тому випадку, якщо один з його демонів-підлеглих не зможе правильно виконати поставлене завдання. Будь-яку людину, якій не пощастить попасти в болото Кадука — буде чекати неминуча загибель. Коли людина потрапляє в його болото і намагається втекти — її здається, що у неї починає виходити, але це все ілюзія і бідолаха повільно вмирає.